# سفارت فنلاند در کانبرا
سفارت فنلاند در کانبرا (به انگلیسی: Embassy of Finland) یک سفارت در استرالیا است که در کانبرا واقع شده‌است.